# Edward Dodsley Barrow
Pour les articles homonymes, voir Edward Barrow et Barrow.
Edward Dodsley Barrow (29 septembre 1867-28 décembre 1956) est un homme politique canadien de la Colombie-Britannique. Il est député provincial libéral de la circonscription britanno-colombienne de Chilliwack de 1916 à 1928 et de 1933 à 1937.
Il siège au cabinet des premiers ministres John Oliver et John MacLean au poste de ministre de l'Agriculture de 1918 jusqu'à sa défaite en 1928.

## Biographie
Né à Ringwood dans la compté d'Hampshire en Angleterre, Barrow immigre à Chilliwack en 1892. Travaillant commer agriculteur, il devient président de la Chilliwack Creamery Association et de la Chilliwack Creamery Association. 
Il entame une carrière publique en servant en tant que conseiller du canton de Chilliwack.
Barrow meurt à Sardis (en) au sud de Chilliwack en décembre 1956 à l'âge de 89 ans.